# مارينوس أندرسن
مارينوس أندرسن (بالدنماركية: Marinus Andersen)‏ هو مهندس معماري دنماركي، ولد في 19 أبريل 1895، وتوفي في 14 مارس 1985.